# رعاية نهاية الحياة
رعاية مرحلة الاحتضار (بالإنجليزية: End-of-life care) مصطلح يُشير -في كل من مجال الطب والتمريض وقطاع الرعاية الصحية- إلى الرعاية الصحية التي تُقدم للمرضى المشرفين على الموت وأولئك المرضى الذين يعانون من مرض عضال في مراحله المتأخرة والمتقدمة.
موضوع رعاية نهاية الحياة يجب أن تشمل رعاية أولئك الذين يعانون من مرض مميت يمكن تحديده مثل السرطان المتكرر، والأمراض التي تعتبر مزمنة (على الرغم من أنها تهدد الحياة)، مثل أمراض الرئة أو القلب، وأولئك الذين يعتبرون في سن (أو يقتربون من هذا السن) حيث من المتوقع حدوث الوفاة لأسباب لم يتم تشخيصها بعد. ومع ذلك، فإن هذا تعريف واسع جدًا، ويجب تجنب افتراض أن كل من تشمله القائمة لديه احتياجات مماثلة لرعاية نهاية الحياة كلما أمكن ذلك.
وتتطلب رعاية مرحلة الاحتضار اتخاذ سلسلة من القرارات تتضمن التساؤل عن كل من الرعاية التلطيفية، وحق المريض في تحديد مصيره (بالنسبة للعلاج والحياة)، والتجارب الطبية، وأخلاقيات التدخلات الطبية المُعَقدة وفعاليتها، وأخلاقيات التدخلات الطبية الروتينية وفعاليتها. إضافةً إلى ذلك، يرتبط موضوع رعاية المحتضر ارتباطا وثيقا بتقنين وتوفير الموارد في المستشفيات ومؤسسات الصحة الوطنية. ويجب الأخذ في عين الاعتبار كلا من الاعتبارات الفنية والطبية والعوامل الاقتصادية والاخلاقيات البيولوجية عند اتخاذ مثل هذه القرارات. ومن الجدير بالذكر أن أي علاج يُقدم في هذه المرحلة يخضع لمبدأ استقلالية المريض؛ فللمريض الحق في اختيار أو رفض طريقة علاجه. «ففي نهاية المطاف، يعود القرار إلى كل من المريض وعائلته، سواء أرادوا متابعة العلاج أو فصل أجهزة حفظ الحياة عن المريض.»
وفي الدول المتقدمة، بلغ الإنفاق الطبي على المرضى في آخر اثني عشرة شهرا من حياتهم ما يقارب 10% من إجمالي الإنفاق الطبي، وما يقارب 25% للمرضى في آخر ثلاث سنوات من حياتهم.

## من المنظور الدولي

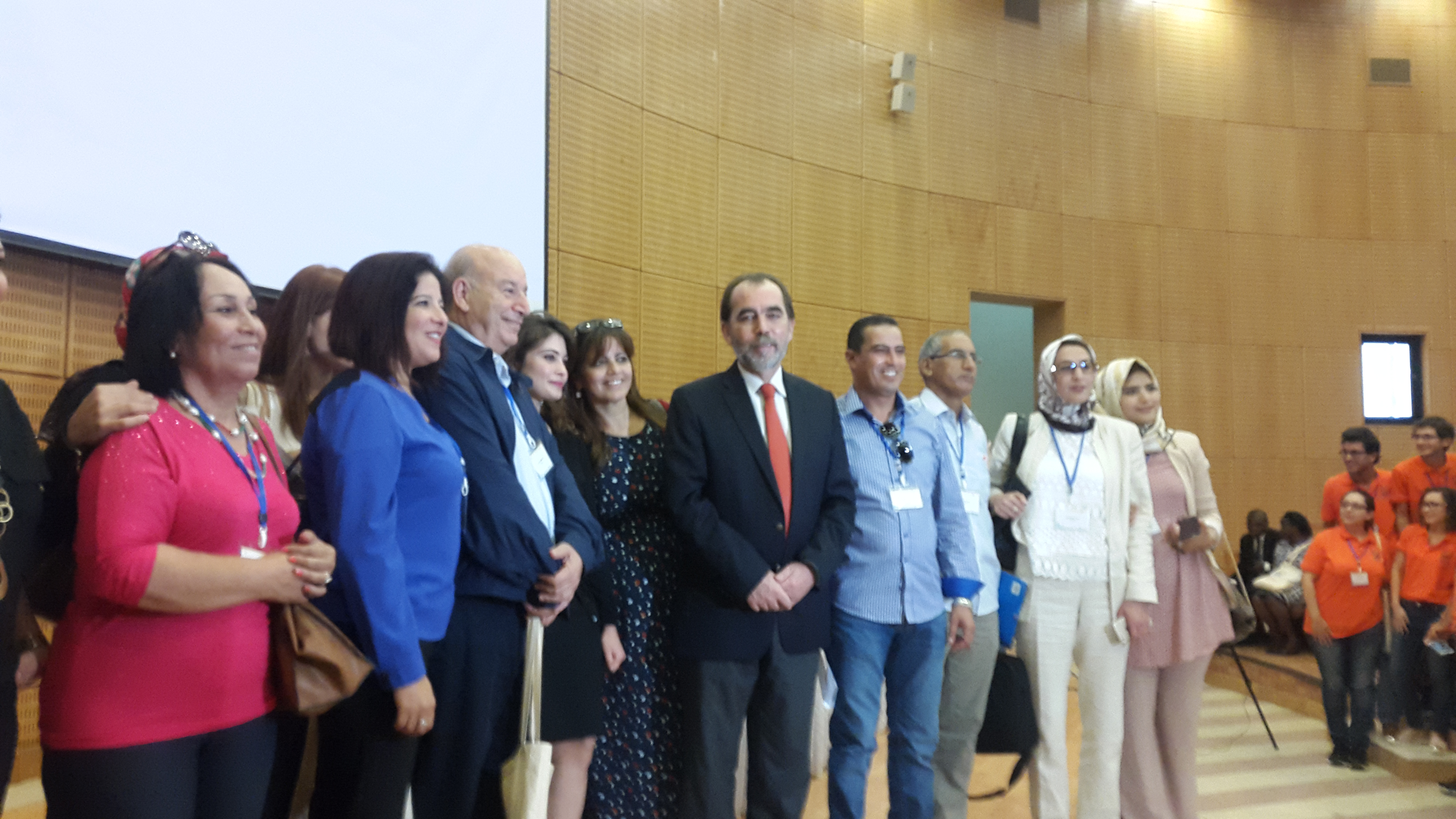
مشاركون في مؤتمر دولي حول الرعاية التلطيفية

### كندا
في عام 2012، قامت وكالة الإحصاءات الكندية باجراء مسح اجتماعي عام في مجال تقديم الرعاية وتلقيها والذي أظهر أن 13% من الكنديين (3.7 مليون) الذين يناهزون الخامسة عشرة وأكثر من أعمارهم قد قاموا بتقديم الرعاية التلطيفية لأحد أفراد عائلتهم أو لصديق في مرحلة ما من مراحل حياتهم. وكانت النسبة الأعظم لهؤلاء الذين يناهزون ال50 أو ال60 من أعمارهم حيث ابلغ 20% منهم تقريبا بانهم قد قاموا بتوفير الرعاية التلطيفية لفرد من العائلة أو لصديق. وكانت الغالبية للنساء بنسبة 16% مقارنة ب10% للرجال. حيث قام هؤلاء الأشخاص برعاية مريض ميؤوس من شفائه- أكان من العائلة أو صديق- وذلك عن طريق تقديم الرعاية الشخصية أو الطبية وتجهيز الطعام وإدارة أموال المريض ونقله من وإلى المستشفى في المواعيد الطبية المحددة.

### المملكة المتحدة
وصفت دائرة الصحة في المملكة المتحدة مجال رعاية مرحلة الاحتضار بأنه ذلك المجال الذي كانت جودة الرعاية فيه «غير مستقرة تماما»، والذي لم يحصل على الاهتمام المناسب لدى هيئة الخدمات الصحية الوطنية ومنظمات الرعاية الاجتماعية. ولحل هذه المشكلة، تم إنشاء البرنامج الوطني لرعاية مرحلة الاحتضار عام 2004 من أجل الحث على ممارسة هذه الرعاية والاهتمام بتعلمها واتقانها. كما تم أيضا إنشاء إستراتيجية وطنية متعلقة بهذا المجال ونشر مستنداتها عام 2008. وقامت الحكومة الاستكلندية أيضا بإنشاء إستراتيجية وطنية مماثلة.

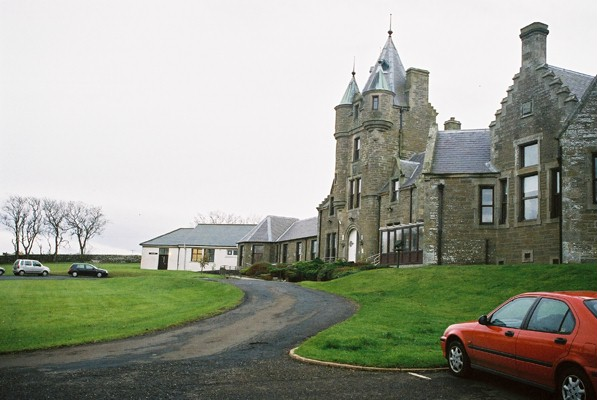
مستشفى دنبار البريطاني مختص في رعاية مرحلة الاحتضار.

وفي عام 2006، توفي أكثر من نصف مليون شخص في انجلترا كان 99% منهم بالغون فوق سن 18، بينما كان الثلثين منهم تقريبا بالغون فوق سن 75 سنة. وكان يمكن التنبؤ بما يقارب ثلاثة أرباع تلك الوفيات حيث تلت فترة من المعاناة بمرض مزمن مثل:أمراض القلب والسرطان والسكتة الدماغية والخرف. وفي الإجمال، وقعت 58% من هذه الوفيات في مستشفى تابع لهيئة الخدمات الصحية الوطنية، و10% في المنزل، و17% في دور الرعاية السكنية (غالبا ما يكونون أشخاصا فوق سن 85 سنة)، وما يقارب 4% في دور العجزة، مع العلم بأن معظم الناس يفضلون قضاء آخر ساعات حياتهم في المنزل أو في دور العجزة، وأقل من 5% يفضلون قضائها في المستشفى حسبما أشار إليه أحد المسوحات. لذلك كان من أبرز أهداف هذه الاستراتيجية تقليل حاجة المريض المحتضر للذهاب إلى المستشفى و/أو قضاء آخر أيامه هناك، وأيضا وزيادة توفير الدعم والرعاية التلطيفية في المجتمع وتحسين مستواها. وقدرت إحدى الدراسات أن 40٪ من المرضى الذين لقوا حتفهم في المستشفى لم تكن حالتهم الصحية تتطلب وجودهم هناك.
وفي عامي 2015 و 2010، احتلت المملكة المتحدة المرتبة الأولى عالميا في مجال رعاية مرحلة الاحتضار حسب أحد البحوث التي أقيمت لدراسة هذه الرعاية. وأفصحت الدراسة التي اقيمت في 2015: "يرجع ترتيبها هذا إلى وجود سياسات وطنية شاملة، وإدماج الرعاية التلطيفية في برامج هيئة الخدمات الصحية الوطنية، واقامة حركة وطنية تتطالب بتحسين مستوى هذه الرعاية في البلد، ومشاركة المجتمع في هذه المسألة واهتمامهم الكبير بها ". وقد قامت وحدة الاستخبارات الاقتصادية بعمل هذا البحث بينما قامت مؤسسة ليان (مؤسسة سينغافورية خيرية) بتفويضه.

### الولايات المتحدة

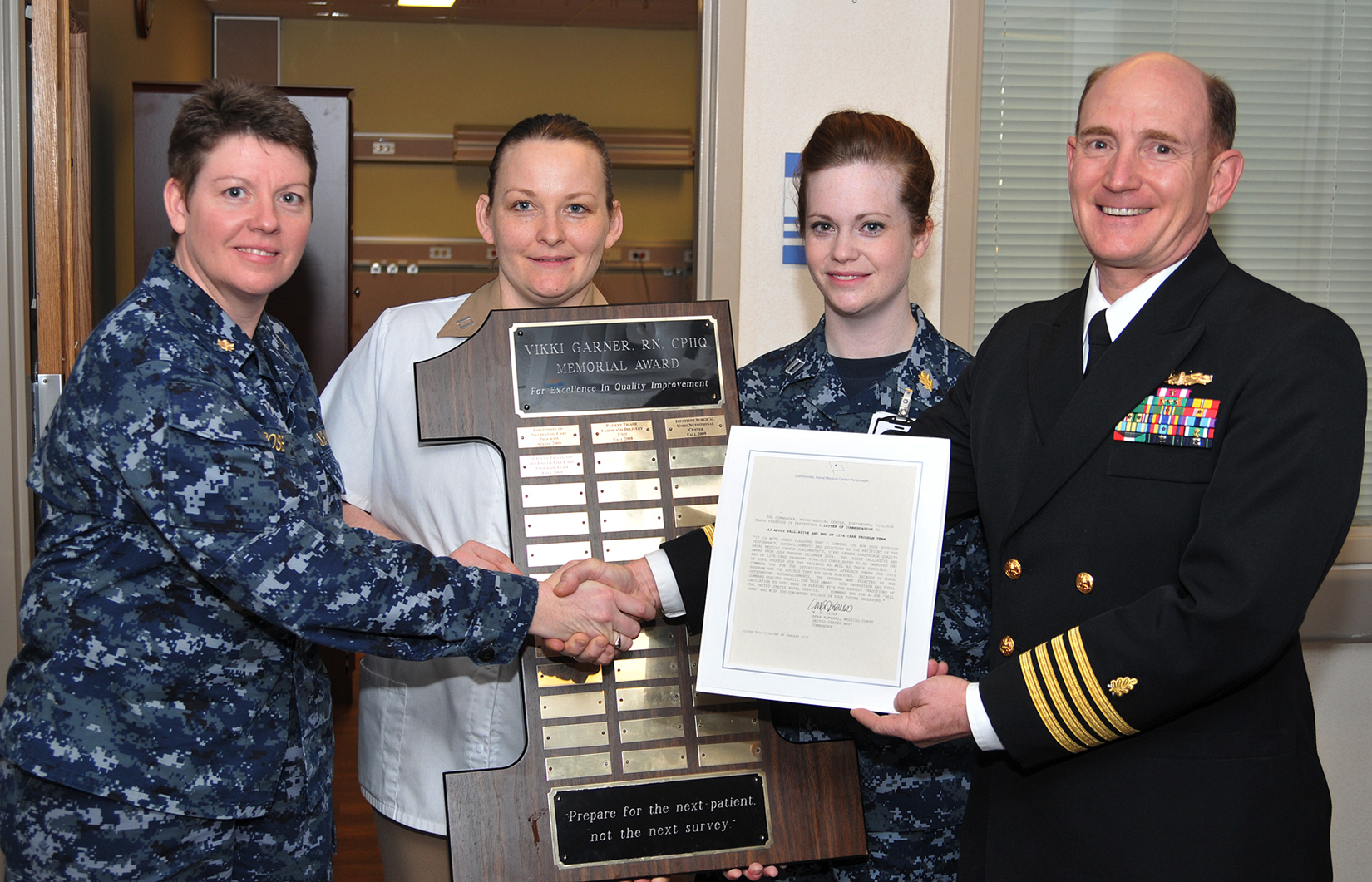
مؤسسة طبية عسكرية أمريكية تحصل على جائزة فيكي غارنر مموريال لتحسن جودة برنامجها المختص في الرعاية التلطيفية

بلغ الإنفاق على المرضى في آخر اثني عشرة شهرا من حياتهم ما يقارب 8.5% من إجمالي الإنفاق الطبي في الولايات المتحدة.
عندما نأخذ في عين الاعتبار الأشخاص في سن 65 فما فوق، تظهر التقديرات أن ما يقارب 27% (88بليون دولار) فقط، من أصل 327 بليون دولار سنويا، قد تم صرفها في رعاية المرضى المحتضرين في 2006. وفي الفترة بين عامي 1992-1996، تم صرف ما يقارب 22% من إجمالي الانفاق الطبي، و18% من إجمالي الانفاق غير الطبي، و25% من إجمالي المعونات الطبية التابعة لبرنامج Medicaid (برنامج حكومي صحي لرعاية الفقراء) على المرضى في آخر سنة من حياتهم. ويبدو أن هذه النسب تتناقص تدريجيا مع مرور الزمن حيث أن نسبة الإنفاق الطبي على المرضى المحتضرين في آخر سنة من حياتهم في عام 2008 هبطت لتبلغ 16.8%.

### إنجلترا وويلز
توفي 140 ألف شخص العام الماضي بسبب السرطان، ومن هذا نقدر أنه في آخر عام من حياتهم، عانى 112 ألف شخص من آلام تحتاج إلى علاج، و66 ألف شخص من ضيق التنفس، و99500 شخص من فقدان الشهية، و105 آلاف شخص من الضعف/التعب، بالإضافة إلى مجموعة كاملة من الأعراض. كما توفي حوالي 250 ألف شخص بسبب أمراض أخرى متقدمة، بما في ذلك قصور القلب، ومرض الانسداد الرئوي المزمن، وفشل الكلى والكبد، والأمراض العصبية. ومن بين هؤلاء، نقدر أن 167,500 شخص عانوا من الألم، و122,000 من ضيق التنفس، و94,500 من فقدان الشهية، و99,500 من الضعف/التعب، فضلاً عن مجموعة واسعة من الأعراض الأخرى.4 وبالتالي، بين مرضى السرطان وغير المصابين بالسرطان، يعاني حوالي 2 (أوأكثر) من كل 3 من الذين يموتون من أعراض متعددة تتطلب تقييمًا وعلاجًا متخصصين وتحتاج إلى رعاية توفر الدعم العاطفي والاجتماعي والروحي لهم ولأسرهم.4 وتسعى الرعاية التلطيفية ورعاية المسنين إلى تلبية هذه الاحتياجات. 

## الرعاية غير الطبية

### العائلة والأحباب
غالباً ما يرتبك أعضاء العائلة عند وجود مريض محتضر بينهم حيث يكونون غير متأكدين مما يجب فعله عندئذ. إلا أن هناك مجموعة من المهام اليومية اللطيفة والمألوفة توفر الراحة للمريض وتوصل له مشاعر المحبة بشكل فعال مثل تمشيط الشعر ومسح الجسم بمستحضرات الترطيب وإمساك اليدين.
```
وقد يعاني أعضاء العائلة عاطفيا عند مرض أحد أفراد العائلة واقترابه من الموت وقد تكون هذه المعاناة نابعة من خوفهم من الموت مما يؤدي إلى التأثير على سلوكهم تجاه هذا الموقف. ومن الممكن أن يشعروا بالذنب لما حصل بينهم وبين المريض في الماض أو يشعروا بأنهم كانوا مقصرين في حقه. وقد تؤدي مثل هذه المشاعر إلى توتر أفراد العائلة واختلافهم عند اتخاذ القرارات، وسوء الرعاية المقدمة للمريض وقد تؤدي أحيانا إلى ظهور ما يطلق عليه الأطباء «بمتلازمة ابنة كاليفورنيا»: وهي متلازمة تصف ذلك الفرد من العائلة الذي يظهر بعد غياب طويل عند وجود شخص محتضر في العائلة ليطالب بحق رعاية ذلك المريض بشكل عدواني وغير لائق.
```

وقد يتعامل أفراد العائلة مع بعض المشاكل غير المتعلقة مثل الأمراض الجسدية أو العقلية ومشاكل العواطف والعلاقات والصعوبات القانونية والتي قد تؤدي إلى تقليل قدرة الفرد على المشاركة في الرعاية وتقديم المساعدة بشكل متمدن أو قد تؤثر على حضوره.

### الرعاية الروحية
للرعاية الروحية عند نهاية الحياة أهمية كبيرة جدا.«تقع مسؤولية الرعاية الروحية في الرعاية التلطيفية على عاتق الجميع مع وجود بعض الاشخاص المتخصصين لتحمل مسؤولية القيادة مثل العاملين في مجال الرعاية الروحية ويمكن أن يتولى مسؤولية هذه الرعاية أشخاص آخرين وحتى الأفراد العاديين.»

## الرعاية في آخر الأيام والساعات

### اتخاذ القرارات
غالباً ما تعجز بعض العائلات (خاصة العائلات الممزقة والعائلات المفككة والعائلات الحزينة) عن اتخاذ القرارات المناسبة في الوقت المناسب حسب رغبات المريض وأمانيه ؛ مما يؤدي إلى التأثير في علاج المريض وتعرضه للكثير من المشاكل مثل معالجته بشكل مبالغ أو التقصير في تقديم العلاج المناسب له. فعلى سبيل المثال، قد تقع بعض العائلات في حيرة من أمرها عند مواجهة قرار الاستمرار في علاج المريض المحتضر من أجل إطالة عمره أم من أجل الحفاظ على نوعية حياته.
وقد لا يتمكن أعضاء العائلة من إدراك حتمية الموت ومخاطر التدخلات الطبية وغير الطبية التي تُقدم للمريض وآثارها. وقد يقوموا بالمطالبة بتطبيق بعض العلاجات الشائعة على المريض مثل استخدام المضادات الحيوية لعلاج الالتهاب الرئوي أو استخدام العقاقير المخدرة لتقليل ضغط الدم العالي، من دون التساؤل عما إذا كان المريض نفسه يفضل التخلص من مثل هذه المعاناة والموت بسرعة جراء الالتهاب الرئوي أو السكتة القلبية من قضاء آخر أيام حياته في أحد مرافق الرعاية الطبية. وقد تبدو بعض العلاجات المقدمة للمريض مثل الاطعمة المهروسة للمرضى الذين لديهم صعوبات في البلع أو السوائل الوريدية للمريض الميت سريريا غير مؤذية إلا أنها تطيل من عملية الموت.
فوائد محادثات رعاية نهاية الحياة
تزداد الأدلة التي تشير إلى فوائد مناقشات الرعاية في نهاية الحياة المبكرة مع المرضى الذين يعانون من أمراض تهدد حياتهم وعائلاتهم.مناقشة عدد أكبر من مواضيع الرعاية في نهاية الحياة تزيد من احتمال توافق أهداف الرعاية المبلغ عنها من قبل المريض والأهداف الموثقة في سجلاته .
في دراسة أمريكية حديثة للمرضى الذين يعانون من مرض الانسداد الرئوي المزمن، كان أولئك الذين أبلغوا عن إجراء مناقشات رعاية نهاية العمر أكثر عرضة بمقدار الضعف لتقييم جودة رعايتهم مثل «أفضل ما يمكن تخيله». علاوة على ذلك، تؤثر مناقشات الرعاية في نهاية العمر أيضًا على قرارات العلاج اللاحقة:
وجدت الدراسة لأكثر من 1000 مريض أمريكي مصاب بالسرطان أن مناقشات الرعاية في نهاية العمر قبل آخر 30 يومًا من الحياة كانت مرتبطة بشكل كبير بتدخلات طبية أقل عدوانية. ، تم الإبلاغ عن تعديل  لبعض الأفراد والمرضى  «نوعية الحياة والأقارب» على أنه أفضل بكثير عندما يتلقى المرضى علاجات طبية أقل عدوانية قرب نهاية الحياة. وجدت في أكثر من 100 دراسة، أدلة على وجود تأثير إيجابي في شكل انخفاض حالات دخول المستشفى، زيادة استخدام خدمات رعاية المسنين والرعاية التلطيفية، وتقليل استخدام العلاجات التي تحافظ على الحياة والامتثال الأفضل لرغبات المرضى.

### علامات اقتراب الموت
ينوه المعهد الوطني للسرطان التابع لحكومة الولايات المتحدة بأن ظهور العلامات الآتية قد تكون إشارة إلى اقتراب الموت:
- النعاس والنوم بكثرة و/أو عدم الاستجابة (الناتجة عن تغيرات حاصلة في عملية الأيض لدى المريض)
- تشوش الإحساس بالزمان والمكان و/أو المقدرة على التعرف على الآخرين. القلق ورؤية أشخاص وأماكن غير موجودة. وبعض مظاهر الاضطراب مثل سحب الملابس والشراشف بقوة. (الناتج بشكل جزئي عن تغيرات حاصلة في عملية الأيض لدى المريض)
- الانطواء والعزلة الاجتماعية (الناجمة عن انخفاض نسبة الاكسجين الداخلة إلى الدماغ وخلل في الدورة الدموية وتأهب العقل للوفاة الوشيكة).
- قلة الأكل والشرب وفقدان الشهية (الناجمة عن حاجة الجسم إلى الحفاظ على الطاقة وعدم قدرته على استخدام الغذاء بشكل صحيح).
- عدم القدرة على التحكم بالمثانة أو الأمعاء (بسبب ارتخاء العضلات في منطقة الحوض).
- تحول لون البول إلى اللون الغامق وانخفاض كميته (بسبب بطء عمل الكلية و/أو قلت كمية السوائل التي يستهلكها الجسم).
- تصبح درجة حرارة الجسم أقل، خاصة اليدين والقدمين وقد يصبح لون الجلد ضارب إلى الزرقة، خاصة الجزء السفلي من الجسم. (وذلك بسبب ضعف الدورة الدموية في الأطراف).
- إصدار بعض الأصوات عند التنفس مثل الحشرجة والغرغرة (حشرجة الموت)، والتنفس بشكل ضعيف وغير منتظم، وتقل عدد مرات التنفس في الدقيقة الواحدة، وتناوب حالات التنفس بين البطيء جدا أوالسريع جدا. (بسبب احتقان الصدر الناجم عن استهلاك نسبة قليلة من السوائل و/أو بسبب زيادة تراكم السموم في الجسم و/أو ضعف الدورة الدموية في الاعضاء).
- اتجاه الرأس نحو مصادر الضوء. (بسبب ضعف الرؤية).
- صعوبة السيطرة على مستوى الألم. (بسبب تطور المرض).
- التحرك بشكل لا إرادي (يُدعى بالرمع العضلي)، وتغير سرعة نبضات القلب، وضعف ردات الفعل في القدمين واليدين.

### السيطرة على أعراض المرض
يمكن وصف الأعراض الآتية بأنها أكثر الأعراض شيوعا والتي من المحتمل ظهورها لدى المرضى المشرفين على الموت:
الألم- التألم بشدة وبشكل خارج عن السيطرة وهو من أسوأ المخاوف التي تواجه المريض.
عادة ما يتم السيطرة بالألم باستخدام المورفين أو الهيروين في المملكة المتحدة وغيرها من مسكنات الألم.
الانفعال والهيجان
الهذيان، والإحساس بالكرب والاضطراب (مثل: الضرب والنتف والارتعاش) والتي يتم السيطرة عليها باستخدام الميدازولام أو مركبات البينزوديازيبين وأيضا من الشائع استخدام الهالوبيريدول. ويمكن أيضا التخفيف من حدة هذه الأعراض باستخدام تقنية الإماهة (تعويض السوائل) والتي قد تقلل من اثار السموم الناتجة عن عملية استقلاب (ايض) الدواء.
إفرازات الجهاز التنفسي
يتراكم اللعاب وغيرها من السوائل في البلعوم وغيرها من المسالك الهوائية العلوية عندما يصبح المريض ضعيفا جدا لدرجة عدم مقدرته على تنظيف حلقه مما يؤدي إلى اصداره بعض الأصوات عند التنفس مثل الغرغرة والحشرجة (حشرجة الموت). وقد لا تكون مثل هذه الأعراض مؤذية أو مؤلمة بالنسبة للمريض إلا أنها تسبب حالة من الخوف والإرتباك للأشخاص حوله. ويمكن السيطرة على مثل هذه الإفرازات باستخدام مجموعة من العقاقير مثل السكوبولامين (هيوسين) وغليكوبيرونيوم والأتروبين. وقد لا يمكن السيطرة على صوت الحشرجة إذا ما كانت السوائل متراكمة في أماكن أعمق كالشعب الهوائية والرئتين مثل تلك التي تصاحب مرض الالتهاب الرئوي أو بعض الأورام.
الغثيان والتقيؤ
يتم التعامل معها باستخدام الهالوبيريدول والسكليزين ومضادات التقيؤ الأخرى.
ضيق التنفس (البُهر)
يتم علاجه باستخدام المورفين أو الهيروين في المملكة المتحدة.
هناك عدة خطط نموذجية يتم وضعها لمثل هذه الرعاية مثل تلك القائمة على مخطط سبيل الرعاية في ليفربول للمرضى المشرفين على الموت وفي هذه الخطط يتم تفويض مجموعة من الموظفين بشكل مسبق ليتعاملوا مع مثل هذه الأعراض فور ظهورها من دون الحاجة لإضاعة الوقت في الحصول على أي تراخيص أو تصاريخ آخرى. فمثلا يتم استخدام تقنية الحقن تحت الجلد عندما يكون المريض عاجزا عن ابتلاع الأدوية عن طريق الفم. ويتم عادة استخدام المحقنة (تدعى بمضخة الحقن الوريدي في الولايات المتحدة) عند الحاجة إلى تكرار نفس الدواء حيث يجب أن يأخذ المريض جرعات بنسبة ثابتة من نفس الدواء في كل مرة.

قسطرة متخصصة (MACY CATHETER®)

وفي حالة عجز المريض عن أخذ الأدوية عن طريق الفم، يتم استخدام قسطرة متخصصة (Macy catheter) والتي تقوم بإدخال الأدوية إلى الجسم عبر المستقيم بشكل مريح وأمن. وتم تطوير هذا الجهاز لإستغلال المستقيم كمسار من مسارات إعطاء الدواء في الجسم؛ حيث جعل الوصول إلى المستقيم أكثر فعالية ووفر طريقة سهلة لإيصال المركبات السائلة إلى أقاصي المستقيم والاحتفاظ بها. ويحتوي هذا الجهاز على مقبض سيليكون مرن يتم استخدامه في تثبيت الجهاز بشكل أمن ومريح في المستقيم وبالتالي يمكن إعادة استخدامه في كل مرة يحتاج فيها المريض إلى الدواء أو السوائل الآخرى. وإضافة إلى ذلك، يحتوي الجهاز على فتحة صغيرة تعبر من خلالها بعض التدفقات الصغيرة المحملة بالدواء نحو المستقيم. ومن المعروف أن المستقيم هو آخر محطة تتجمع فيها فضلات الجسم قبل خروجها لذلك تقوم الجرعات الصغيرة من الدواء (أقل من 15 مل) بإراحة المريض عند تجمع الفضلات حيث تخفف من حدة استجابة المستقيم لها، ويمكنها أيضا أن تزيد الامتصاص الكلي لأي جرعة دواء حيث تقلل من تجمع الأدوية في المستقيم وتمنع -قدر الإمكان- انتقالها إلى المناطق القريبة من المستقيم حيث يكون الامتصاص أقل فعالية هناك.
وهناك أعراض آخرى قد تظهر لدى المريض والتي يمكن التعامل معها بشكلٍ أسهل إلى حد ما مثل الكحة والإعياء والحمى وفي بعض الحالات النزيف.
أخلاق مهنية
يمكن أن تكون نهاية الحياة مليئة بالمعضلات الأخلاقية. يحتاج أعضاء فريق الرعاية الصحية إلى فهم مبادئ أخلاقيات علم الأحياء بشكل كامل، حتى يتمكنوا من مواجهة المعضلات الأخلاقية المحتملة التي قد تحدث لمرضاهم وأفراد أسرهم في نهاية الحياة. يجب أن يتذكر عضو فريق الرعاية الصحية أن هدف الرعاية في نهاية الحياة هو تحسين نوعية حياة الشخص المحتضر، وبالتالي يجب أن يضع هذا الهدف دائمًا في الاعتبار عند مساعدة المريض والأسرة في مواجهة المعضلات الأخلاقية.  
المبدأ الأول لأخلاقيات الطب الحيوي هو الاستقلالية، وهي قدرة المريض على الاختيار وتقرير المصير. عند النظر في المعضلات الأخلاقية المحتملة التي قد تحدث في نهاية الحياة، يجب على عضو فريق الرعاية الصحية تقييم ما إذا كان المريض يستطيع اتخاذ القرارات بنفسه بشكل مستقل. يجب على عضو الفريق تقييم قدرة المريض المعرفية والتنموية على فهم المرض بالإضافة إلى خيارات الرعاية والقدرة على اتخاذ قرارات مستنيرة تتعلق بتلك الخيارات.
إن المبادئ الأخلاقية للإحسان وعدم الأذى تستحق النظر فيها بشكل متزامن. يعتبر الإحسان، أو القيام بما هو خير للمريض، وعدم الإيذاء، وعدم الإضرار بالمريض، بمثابة توازن بينهما. يجب على أعضاء فريق الرعاية الصحية بذل أقصى ما في وسعهم لإفادة المريض (الإحسان) مع اتخاذ الاحتياطات اللازمة لعدم إطالة معاناة الشخص المحتضر.
المبدأ الأخلاقي النهائي الذي يجب مراعاته في رعاية نهاية الحياة هو العدالة. عند النظر في مبدأ العدالة، يحتاج عضو فريق الرعاية الصحية إلى الموازنة بين ما هو عادل أو عادل للمريض المحتضر والتصرف وفقًا لتلك المصالح.